# La Grenouillère
La Grenouillère – obraz olejny autorstwa francuskiego malarza impresjonisty Auguste’a Renoira, namalowany w 1869 roku.
La Grenouillère było popularnym miejscem rozrywek nad brzegiem Sekwany. Renoir namalował kilka obrazów przedstawiających ten zakątek. Także Claude Monet namalował podobny obraz o tym samym tytule.